# Olympische Sommerspiele 1924/Fußball

Austragungsorte der Olympischen Sommerspiele 1924

Bei den VIII. Olympischen Sommerspielen 1924 in Paris wurde ein Fußballturnier der Männer ausgetragen.
An diesem Turnier nahmen 22 Nationen teil, darunter mit Uruguay zum ersten Mal ein südamerikanisches Land. Damit war dies das erste interkontinentale Fußballturnier überhaupt und erstmals spielte eine südamerikanische Mannschaft gegen europäische und eine nordamerikanische Mannschaft. Deutschland und Österreich nahmen nicht teil. Spielstätten waren das Stade Olympique de Colombes in Colombes, einem Vorort nordöstlich von Paris, in dem zwölf Spiele stattfanden, das Stade Pershing in Bois de Vincennes, damals noch nicht zu Paris gehörend, das Stade Bergeyre in Paris und das Stade de Paris (heute Stade Bauer) in Saint-Ouen-sur-Seine nördlich nahe Paris.
Es war die erste Sternstunde des neuen Fußballs aus der Neuen Welt. Überragender Spieler war das „Schwarze Wunder“ („La Maravilla Negra“) José Leandro Andrade. Bester Torschütze war Pedro Petrone aus Uruguay mit 7 Toren. Für die Schweiz ist der zweite Platz das bisher beste Ergebnis in der Geschichte internationaler Fußballturniere.

## Das Turnier

### Vorrunde
|                                               |   |             |                   |
| 25.5. in Stade de Colombes (19.000 Zuschauer) |   |             |                   |
| Italien                                       | – | Spanien     | 1:0 (0:0)         |
| 25.5. in Stade Pershing* (8.110 Zuschauer)    |   |             |                   |
| Schweiz                                       | – | Litauen     | 9:0 (4:0)**       |
| USA                                           | – | Estland     | 1:0 (1:0)         |
| 25.5. in Stade Bergeyre (4.344 Zuschauer)     |   |             |                   |
| Tschechoslowakei                              | – | Türkei      | 5:2 (3:0)         |
| 26.5. in Stade de Colombes (3.025 Zuschauer)  |   |             |                   |
| Uruguay                                       | – | Jugoslawien | 7:0 (3:0)         |
| 26.5. in Stade Bergeyre (3.580 Zuschauer)     |   |             |                   |
| Ungarn                                        | – | Polen       | 5:0 (1:0)         |
| 26.5.                                         |   |             |                   |
| Schweden                                      | – | Portugal    | Portugal abgesagt |

### Achtelfinale
|                                               |   |                  |                      |
| 27.5. in Stade de Colombes* (1.840 Zuschauer) |   |                  |                      |
| Niederlande                                   | – | Rumänien         | 6:0 (2:0)            |
| 27.5. in Stade de Colombes* (5.150 Zuschauer) |   |                  |                      |
| Frankreich                                    | – | Lettland         | 7:0 (3:0)            |
| 28.5. in Stade de Colombes (1.660 Zuschauer)  |   |                  |                      |
| Irischer Freistaat                            | – | Bulgarien        | 1:0 (0:0)            |
| 28.5. in Stade Bergeyre (9.150 Zuschauer)     |   |                  |                      |
| Schweiz                                       | – | Tschechoslowakei | 1:1 n. V. (1:1, 0:1) |
| 29.5. in Stade de Colombes (8.532 Zuschauer)  |   |                  |                      |
| Schweden                                      | – | Belgien          | 8:1 (4:0)            |
| 29.5. in Stade Pershing (4.250 Zuschauer)     |   |                  |                      |
| Italien                                       | – | Luxemburg        | 2:0 (2:0)            |
| 29.5. in Stade Bergeyre (10.455 Zuschauer)    |   |                  |                      |
| Uruguay                                       | – | USA              | 3:0 (3:0)            |
| 29.5. in Stade de Paris (4.370 Zuschauer)     |   |                  |                      |
| Ägypten                                       | – | Ungarn           | 3:0 (2:0)            |

#### Achtelfinale – Entscheidungsspiel
|                                           |   |                  |           |
| 30.5. in Stade Bergeyre (5.670 Zuschauer) |   |                  |           |
| Schweiz                                   | – | Tschechoslowakei | 1:0 (0:0) |

### Viertelfinale
|                                              |   |                    |                      |
| 1.6. in Stade de Colombes (30.870 Zuschauer) |   |                    |                      |
| Uruguay                                      | – | Frankreich         | 5:1 (2:1)            |
| 1.6. in Stade Pershing (6.484 Zuschauer)     |   |                    |                      |
| Schweden                                     | – | Ägypten            | 5:0 (3:0)            |
| 2.6. in Stade de Paris (1.500 Zuschauer)     |   |                    |                      |
| Niederlande                                  | – | Irischer Freistaat | 2:1 n. V. (1:1, 1:1) |
| 2.6. in Stade Bergeyre (8.360 Zuschauer)     |   |                    |                      |
| Schweiz                                      | – | Italien            | 2:1 (0:0)            |

### Halbfinale
|                                             |   |             |           |
| 5.6. in Stade de Colombes (7.448 Zuschauer) |   |             |           |
| Schweiz                                     | – | Schweden    | 2:1 (1:1) |
| 6.6. in Stade de Colombes (7.088 Zuschauer) |   |             |           |
| Uruguay                                     | – | Niederlande | 2:1 (0:1) |

### Spiel um die Bronzemedaille
| Niederlande                                      | Niederlande | Schweden | Schweden |
| ------------------------------------------------ | --- | --- | -------- |
| Niederlande                                      | \| 8. Juni 1924 in Paris (Stade de Colombes) \| \| Ergebnis: 1:1 n. V. (1:1, 1:0) \| \| Zuschauer: 9.915 \| \| Schiedsrichter: Heinrich Retschury ( Österreich) \|                         | \| 8. Juni 1924 in Paris (Stade de Colombes) \| \| Ergebnis: 1:1 n. V. (1:1, 1:0) \| \| Zuschauer: 9.915 \| \| Schiedsrichter: Heinrich Retschury ( Österreich) \|   | Schweden |
| Niederlande                                      | Gejus van der Meulen – Harry Dénis, Bernard Verwij – André le Fèvre, Jan Oosthoek, Gerrit Horsten – Albert Snouck Hurgronje, Henk Vermetten, Klaas Breeuwer, Ok Formenoij, Marinus Sigmond | Sigge Lindberg – Konrad Hirsch, Sten Mellgren – Sven Lindqvist, Gustaf Carlson, Harry Sundberg – Evert Lundquist, Sven Rydell, Per Kaufeldt, Albin Dahl, Rudolf Kock | Schweden |
| Niederlande                                      | 1:1 le Fèvre (77.) | 0:1 Kaufeldt (44.) | Schweden |
| 8. Juni 1924 in Paris (Stade de Colombes)        | | |          |
| Ergebnis: 1:1 n. V. (1:1, 1:0)                   | | |          |
| Zuschauer: 9.915                                 | | |          |
| Schiedsrichter: Heinrich Retschury ( Österreich) | | |          |

### Entscheidungsspiel um Bronze
| Niederlande                                  | Niederlande | Schweden | Schweden |
| -------------------------------------------- | --- | --- | -------- |
| Niederlande                                  | \| 9. Juni 1924 in Paris (Stade de Colombes)* \| \| Ergebnis: 1:3 (1:2) \| \| Zuschauer: 40.522 \| \| Schiedsrichter: Youssouf Mohammed ( Ägypten) \|                          | \| 9. Juni 1924 in Paris (Stade de Colombes)* \| \| Ergebnis: 1:3 (1:2) \| \| Zuschauer: 40.522 \| \| Schiedsrichter: Youssouf Mohammed ( Ägypten) \|                   | Schweden |
| Niederlande                                  | Gejus van der Meulen – Harry Dénis, Henk Vermetten – Jan Oosthoek, Gerardus Krom, Gerrit Horsten – Jan de Natris, Gerrit Visser, André le Fèvre, Ok Formenoij, Marinus Sigmond | Sigge Lindberg – Axel Alfredsson, Fritjof Hillén – Gunnar Holmberg, Sven Friberg, Harry Sundberg – Evert Lundquist, Sven Rydell, Per Kaufeldt, Tore Keller, Rudolf Kock | Schweden |
| Niederlande                                  | 1:2 Formenoij (43., Elfmeter) | 0:1 Rydell (34.) 0:2 Lundquist (42.) 1:3 Rydell (77.) | Schweden |
| Niederlande                                  | Platzverweis: Kaufeldt (75.) | | Schweden |
| 9. Juni 1924 in Paris (Stade de Colombes)*   | | |          |
| Ergebnis: 1:3 (1:2)                          | | |          |
| Zuschauer: 40.522                            | | |          |
| Schiedsrichter: Youssouf Mohammed ( Ägypten) | | |          |

### Finale
| Uruguay                                     | Uruguay | Schweiz | Schweiz |
| ------------------------------------------- | --- | --- | ------- |
| Uruguay                                     | \| 9. Juni 1924 in Paris (Stade de Colombes)* \| \| Ergebnis: 3:0 (1:0) \| \| Zuschauer: 40.522 \| \| Schiedsrichter: Marcel Slawik ( Frankreich) \|                             | \| 9. Juni 1924 in Paris (Stade de Colombes)* \| \| Ergebnis: 3:0 (1:0) \| \| Zuschauer: 40.522 \| \| Schiedsrichter: Marcel Slawik ( Frankreich) \|                             | Schweiz |
| Uruguay                                     | Andrés Mazzali – José Nasazzi , Pedro Arispe – José Leandro Andrade, José Vidal, Alfredo Ghierra – Santos Urdinarán, Héctor Scarone, Pedro Petrone, José Pedro Cea, Ángel Romano | Hans Pulver – Adolphe Reymond, Rudolf Ramseyer – August Oberhauser, Paul Schmiedlin , Aron Pollitz – Karl Ehrenbolger, Robert Pache, Walter Dietrich, Max Abegglen, Paul Fässler | Schweiz |
| Uruguay                                     | 1:0 Petrone (9.) 2:0 Cea (65.) 3:0 Romano (82.) | | Schweiz |
| 9. Juni 1924 in Paris (Stade de Colombes)*  | | |         |
| Ergebnis: 3:0 (1:0)                         | | |         |
| Zuschauer: 40.522                           | | |         |
| Schiedsrichter: Marcel Slawik ( Frankreich) | | |         |

*  Jeweils Doppelveranstaltungen.

**  Höchster Sieg der Schweizer Fussballnationalmannschaft.

## Medaillenränge
| Rang            | Medaillengewinner |
| --------------- | --- |
| Gold Uruguay    | José Leandro Andrade, Pedro Arispe, José Pedro Cea, Alfredo Ghierra, Andrés Mazzali (TW), José Nasazzi, José Naya, Pedro Petrone, Ángel Romano, Héctor Scarone, Humberto Tomassina, Santos Urdinarán, José Vidal, Alfredo Zibechi ohne Einsatz: Pedro Casella, Luis Chiappara, Pedro Etchegoyen, Zoilo Saldombide, Antonio Urdinarán, Fermín Uriarte, Pedro Zingone, Pascual Somma Trainer: Ernesto Fígoli |
| Silber Schweiz  | Max Abegglen, Félix Bédouret, Walter Dietrich, Karl Ehrenbolger, Paul Fässler, Edmond Kramer, Adolfo Mengotti, August Oberhauser, Robert Pache, Aron Pollitz, Hans Pulver (TW), Rudolf Ramseyer, Adolphe Reymond, Paul Schmiedlin, Paul Sturzenegger ohne Einsatz: Walter Weiler, Charles Bouvier, Gustav Gottenkieny, Jean Haag, Marcel Katz, Louis Richard, Theo Schär Trainer: Teddy Duckworth          |
| Bronze Schweden | Axel Alfredsson, Charles Brommesson, Gustaf Carlson, Albin Dahl, Sven Friberg, Fritjof Hillén, Konrad Hirsch, Gunnar Holmberg, Per Kaufeldt, Tore Keller, Rudolf Kock, Sigfrid Lindberg (TW), Sven Lindqvist, Evert Lundquist, Sten Mellgren, Sven Rydell, Harry Sundberg, Torsten Svensson ohne Einsatz: Robert Zander, Karl Gustafsson, Vigor Lindberg, Gunnar Olsson Trainer: József Nagy               |

## Beste Torschützen
| Rang | Spieler           | Tore |
| ---- | ----------------- | ---- |
| 1    | Pedro Petrone     | 7    |
| 2    | Sven Rydell       | 6    |
|      | Max Abegglen      | 6    |
| 4    | Cornelis Pijl     | 5    |
|      | Paul Sturzenegger | 5    |
|      | Héctor Scarone    | 5    |
| 7    | José Pedro Cea    | 4    |
|      | Per Kaufeldt      | 4    |
|      | Rudolf Kock       | 4    |
| …    |                   |      |
| 16   | Walter Dietrich   | 2    |
| …    |                   |      |
| 25   | Robert Pache      | 1    |
|      | Rudolf Ramseyer   | 1    |